# 僕らのイケメン青果店
『僕らのイケメン青果店』(原題：총각네 야채가게)は、韓国のテレビドラマ。
この番組は韓国のチャンネルAで2011年12月 21日から 2012年3月8日まで放送されていた。
日本ではTBSで放送されている。

## 概要
小さな青果店から年商300億を誇る食品流通会社に育て上げた実業家をモデルとした、テレビドラマ 。

## 登場人物
- ハン・テヤン：チ・チャンウク
- チン・ジンシム／モク・カオン：ワン・ジヘ
- ユン・ホジェ：ジヒョク[4]
- イ・チャンソル：シン・ウォンホ
- ナム・ユボン：イ・グァンス[5]
- チョン・ギヨン：ソンハ
- イ・スル：キム・ヨングァン
- チェ・カンソン：ファン・シネ
- モク・インボム：チョン・ノミン
- チョン・タンビ：パク・スジン
- ハン・テイン：イ・セヨン
- ファン・スジャ：パク・ウォンスク
- チョン・ググァン：チャン・ハンソン